# Dupontia poweri
Dupontia poweri é uma espécie de gastrópode  da família Euconulidae.
É endémica de Maurícia.